# Чорна Марія Романівна
Марія Романівна Чо́рна (у шлюбі Козел; нар. 2 серпня 1926, Веселий Кут — пом. 2011, Замшани) — українська вишивальниця, заслужений майстер народної творчості УРСР з 1990 року. Член Національної спілки майстрів народного мистецтва України з 1992 року.

## Біографія
Народилася 2 серпня 1926 року в селі Веселому Куті (тепер Шполянського району Черкаської області). З дитинства займалася вишиванням. У 1946 році переїхала на Волинь, працювала піонервожатою Буцинської школи Старовижівського району, бібліотекаркою у селі Мизовому Старовижівського району, вчителькою художньої вишивки Ратнівського виробничого міжшкільного комбінату.
1963 року закінчила Ківерцівське культурно-освітнє училище. Проживала в селі Замшанах Ратнівського району Волинської області, де і померла у 2011 році.

## Творчість
В доробку майстрині рушники («Пам'ять», 1965; «Розмай», 1983; «Червона калина», 1985; «Мамині руки», 1987) , чоловічі сорочки, жіночі блузки («Мрія», 1984), скатертини.